# City of Bradford III
Le City of Bradford III est un ancien Lifeboat de la Royal National Lifeboat Institution (RNLI) reconverti, depuis en bateau à moteur de plaisance.
Il est enregistré comme bateau du patrimoine maritime du Royaume-Uni par le National Historic Ships UK 
Son port d'attache actuel est Londres.

## Histoire
Le City of Bradford est l'une des 28 unités de la Classe Watson (46ft 9in) (en) construites entre 1947 et 1956.
Il a été réalisé sur le chantier naval J. Samuel White à Cowes sur l'Île de Wight.
Il fut lancé en 1954 avec l'immatriculation ON 911. C'est un canot à coque bois, doté à l'origine de deux moteurs diesel Ferry VE4 de 40 cv. En 1968, il fut équipé de deux nouveaux moteurs diesel Parsons Barracuda de 6 cv.
De 1954 à 1977 il servit à la Humber Lifeboat Station  de Spurn Point, et de 1978 à 1984 à celle de Lytham St Annes (Lancashire). Pendant sa carrière il fit 377 sorties de sauvetage et sauva 113 vies.
Vendu en août 1985, il a été reconverti pour la plaisance.
Il a participé aux Fêtes maritimes de Brest : Les Tonnerres de Brest 2012.